# Àlgebra multilineal
A la matemàtica, l'àlgebra multilineal és una àrea d'estudi que generalitza els mètodes de l'àlgebra lineal. Els objectes d'estudi són els productes tensorials d'espais vectorials i les transformacions multi-lineals entre els espais.

## Origen
En un espai vectorial de dimensió n, s'utilitzen vectors en la majoria de casos. Tanmateix, segons Hermann Grassmann i altres autors, aquesta presumpció no mostra la complexitat de considerar les estructures de parelles, trios, i multivectors en general. Amb diverses possibilitats combinatòries, l'espai de multivectors té 2n dimensions. La formulació abstracta del determinant n'és l'aplicació més immediata. L'àlgebra multilineal té també aplicacions en l'estudi mecànic de la resposta d'un material a la tensió i deformació amb diferents mòduls d'elasticitat. Aquesta referència pràctica va donar lloc a la paraula tensor, per descriure els elements d'un espai multilineal. L'estructura extra en un espai multilineal ha fet que tingui un paper important en diversos estudis en matemàtiques avançades. Tot i que Grassmann va iniciar el tema l'any 1844 amb el seu Ausdehnungslehre, que es va tornar a publicar l'any 1862, la seva obra no va ser acceptada de seguida, ja que la comprensió de l'àlgebra lineal ja suposava un repte prou important.
El tema de l'àlgebra multlineal s'aplica en alguns estudis de càlcul multivariable i varietats en què apareix la matriu jacobiana. Els diferencials infinitesimals del càlcul d'una sola variable esdevenen formes diferencials en el càlcul mutivariable, i la seva manipulació es fa mitjançant àlgebra exterior.
Després de Grassmann, Victor Schlegel va fer progressos en àlgebra multilineal l'any 1872, quan va publicar la primera part del seu System der Raumlehre, i per Elwin Bruno Christoffel. Un avanç important en l'àlgebra multilineal va venir en l'obra de Gregorio Ricci-Curbastro i Tullio Levi-Civita. Va ser la forma de càlcul diferencial absolut de l'àlgebra multilineal que Marcel Grossmann i Michele Besso introduirien a Albert Einstein. La publicació l'any 1915 de la relativitat general d'Albert Einstein, en què s'explicava la precessió del periheli de Mercuri, van establir la importància de l'àlgebra multilineal i dels tensors en la física i en les matemàtiques.
L'any 1958, Nicolas Bourbaki va incloure un capítol sobre àlgebra multilineal sota el títol "Algèbra Multilinéair" en la seva sèrie Éléments de mathématique, específicament en el llibre sobre àlgebra. El capítol cobreix temes com les funcions bilineals, el producte tensorial de dos mòduls, i les propietats dels productes tensorials.

## Notació
L'àlgebra multilineal fa un ús intensiu de la notació multi-índex. Una notació d'aquest tipus fa representar les combinacions lineals per un conjunt de dos o més índexs repetits.
- En el cas elemental (tensors de rang 1 contravariant) tenim, utilitzant la convenció de la suma d'Einstein: {\displaystyle \scriptstyle X=X^{s}e_{s}\,}. La qual cosa indica que l'objecte X, és la combinació lineal:

{\displaystyle \scriptstyle \sum _{s=1}^{n}X^{s}e_{s}=X^{1}e_{1}+X^{2}e_{2}+\cdots +X^{n}e_{n}}

sobre els vectors bàsics {\displaystyle \scriptstyle e_{s}\,}, i els {\displaystyle \scriptstyle X^{s}\,} anomenats els components d'X Aquí {\displaystyle n} és la dimensió (algebraica) d'espai on "viu" X. Per convenció es diu a aquests 1-contra-tensor.
- En rang 1 també hi ha els 1-co tensor, és a dir mapeigs lineals des de l'espai triat cap al cos dels escalars. S'escriuen com a combinació lineal dels funcionals lineals {\displaystyle \scriptstyle i^{s}}, transformacions lineals {\displaystyle \scriptstyle V\to \mathbb {K} } que satisfan: {\displaystyle \scriptstyle i^{s}(e_{\sigma })={\delta ^{s}}_{\sigma }}, on (com clàssicament) s'està utilitzant el delta de Kronecker. Així qualssevol covectors {\displaystyle \scriptstyle f\colon V\to \mathbb {K} } s'escriuen com {\displaystyle \scriptstyle f=f_{s}e^{s}\,}, notació que abreuja {\displaystyle \scriptstyle f=f_{1}e^{1}+\cdots +f_{n}e^{n}\,}.
- Tensors de rang dos:
  - Un tensor de rang dos contravariant és {\displaystyle \scriptstyle B=B^{st}e_{s}\otimes e_{t}}.
  - Un tensor de rang dos covariant és {\displaystyle \scriptstyle C=C_{st}e^{s}\otimes i^{t}}.
  - I un tensor de rang dos mixt és {\displaystyle \scriptstyle D={D^{s}}_{T}e_{s}\otimes e_{t}}. Això indica una combinació lineal bi-indexada.

Per exemple,

{\displaystyle \scriptstyle B=B^{11}e_{1}\otimes e_{1}+B^{12}e_{1}\otimes e_{2}+B^{21}e_{2}\otimes e_{1}+B^{22}e_{2}\otimes e_{2}}

si la dimensió de l'espai és dos.
- Generalitzant l'anterior s'escriu {\displaystyle \scriptstyle {A^{i_{1}i_{2}...i_{p}}}_{j_{1}j_{2}...j_{q}}} per representar els components d'un tensor mixt A, que és p-contravariant i q-covariant. Però

{\displaystyle \scriptstyle A={A^{i_{1}i_{2}...i_{p}}}_{j_{1}j_{2}...j_{q}}e_{I_{1}}\otimes \cdots \otimes e_{i_{p}}\otimes i^{j_{1}}\otimes \cdots \otimes i^{j_{q}}}

representa una combinació lineal multi-indexada.
Tot això només ha estat considerant que l'espai vectorial és de dimensió finita igual a n.

## Producte tensorial
Si tenim dos espais vectorials V, W, amb respectives bases {\displaystyle \{b_{1},...,b_{n}\}}, {\displaystyle \{c_{1},...,c_{m}\}} es defineix el seu producte tensorial
{\displaystyle \scriptstyle V\otimes W:=\langle \{b_{i}\otimes c_{j}\}\rangle }
és a dir l'espai vectorial generat pels nous símbols
{\displaystyle \scriptstyle \{b_{1}\otimes c_{1},b_{1}\otimes c_{2},...,b_{n}\otimes c_{m-1},b_{n}\otimes c_{m}\}}
I per tant si un objecte que viu en (és part de) {\displaystyle \scriptstyle V\otimes W} llavors aquest es pot representar com una combinació lineal
{\displaystyle \scriptstyle X=X^{11}b_{1}\otimes C_{1}+X^{12}b_{1}\otimes C_{2}+\cdots +X^{ij}b_{i}\otimes c_{j}+\cdots +X^{nm}b_{n}\otimes c_{m}}
que es pot abreujar com
{\displaystyle \scriptstyle X=X^{st}b_{s}\otimes c_{t}} els índexs repetits s o t, un cop dalt i un cop baix –segons el conveni de sumació–, un a un.
Aquesta definició és absolutament abstracta, però des del punt de vista algebraic no hi ha cap problema en explorar totes les possibilitats del producte tensorial. Un munt d'espais sorgeix (i d'importància capital) simplement en considerar un espai vectorial V i el seu dual {\displaystyle V^{*}} un obté els espais:
{\displaystyle \scriptstyle V\otimes V\otimes V=V^{3\otimes }}
{\displaystyle \scriptstyle V\otimes V^{*}={\rm {Hom}}(V)}
{\displaystyle \scriptstyle V^{*}=\Lambda ^{1}(V)\,}
{\displaystyle \scriptstyle V\wedge V}
{\displaystyle \scriptstyle \Lambda ^{k}(V)\,}
Tots ells d'ús quotidià en la geometria diferencial, geometria algebraica, àlgebra commutativa, relativitat i quàntica, teories de camp, QFT, TQFT i altres.

## Tensors i formes
Sigui {\displaystyle V} generat pels {\displaystyle b_{i}}. Simbolitzem amb {\displaystyle \beta ^{\mu }} la base dual {\displaystyle \scriptstyle V^{*}}. Qualsevol element de {\displaystyle \scriptstyle V^{*}\otimes V^{*}} s'escriu de la forma {\displaystyle \scriptstyle B_{\mu \nu }\beta ^{\mu }\otimes \beta ^{\nu }}. Aquesta mateixa expressió pot ser vista com un mapa bilineal
{\displaystyle {\begin{array}{rcl}V\times V&{\stackrel {B_{\mu \nu }\beta ^{\mu }\otimes \beta ^{\nu }}{\longrightarrow }}&\mathbb {R} \\\scriptstyle (b_{i},b_{j})&\mapsto &B_{\mu \nu }\beta ^{\mu }\otimes \beta ^{\nu }(b_{i},b_{j})=B_{ij}\\\end{array}}}
sabent que {\displaystyle \scriptstyle \beta ^{\mu }\otimes \beta ^{\nu }(b_{i},b_{j})={\delta ^{\mu }}_{i}{\delta ^{\nu }}_{j}}, on {\displaystyle \delta } és la delta de Kronecker.
Un altre de rang dos és {\displaystyle \scriptstyle V\otimes V^{*}}. Els elements d'aquí es veuen com combinacions lineals bi-indexades {\displaystyle \scriptstyle {B^{\mu }}_{\nu }b_{\mu }\otimes \beta ^{\nu }}.

## Alguns conceptes desenvolupats (llista incompleta)
- espai dual
- covectors
- geometria diferencial
- càlcul tensorial
- covariància i contravariància de vectors
- tensor mètric
- derivada covariant
- tensor de curvatura de Riemann
- símbols de Christoffel
- àlgebra exterior
- forma diferencial
- curvatura
- teorema de Stokes
- Símbol de Levi-Civita
- Camp vectorial
- Camp tensorial
- Pullback